# Rushville (Indiana)
Rushville – miasto w Stanach Zjednoczonych, w stanie Indiana, w hrabstwie Rush.